# Kim Dickens
Kimberly Jan "Kim" Dickens (Huntsville, Alabama, 18 de junio de 1965) es una actriz estadounidense, conocida por interpretar a Joanie Stubbs en Deadwood, a Janette Desautel en Treme, a Colette Jane en Sons of Anarchy, a Kate Baldwin en House Of Cards y a Madison Clark en Fear the Walking Dead.

## Biografía
Dickens nació en Huntsville, Alabama, se graduó de la Escuela Secundaria Lee de esa ciudad, y asistió a la Universidad de Vanderbilt en Nashville, Tennessee, donde se especializó en comunicación. Poco después de graduarse, se fue a Nueva York para continuar sus estudios en el Lee Strasberg Theatre and Film Institute y se graduó en la American Academy of Dramatic Arts. A finales de los noventa se mudó a Los Ángeles.

## Carrera
Dickens debutó en los escenarios en una producción estudiantil de la obra Sexual Perversity in Chicago de David Mamet en la Universidad de Vanderbilt.
En 1996, inició su carrera en el cine en la comedia de Vincent Gallo Palookaville. A continuación apareció en varias producciones independientes entre las que se incluyen Voice from the Grave, Truth or Consequences, N.M., Heart Full of Rain, Zero Effect con Bill Pullman y Ben Stiller; y Great Expectations. En Los Ángeles actuó en Mercury Rising con Bruce Willis y Alec Baldwin, y otras producciones comerciales de Hollywood como Committed, El hombre sin sombra, The Gift, Casa de arena y niebla con Ben Kingsley, Gracias por fumar y Un sueño posible.
En televisión, Dickens apareció en varias series y películas como Two Mothers for Zachary, Big Apple, Out of Order y Things Behind the Sun, por la cual obtuvo una nominación al Independent Spirit Award a la mejor actriz.
En los 2000 Dickens comenzó a actuar mayormente en televisión, interpretando a Joanie Stubs en la serie de HBO Deadwood de 2004 a 2006, obteniendo una nominación al Premio del Sindicato de Actores al mejor reparto de televisión - Drama en 2007. Ella tuvo roles recurrentes en series como Lost y Friday Night Lights. 
De 2010 a 2013, Dickens formó parte del elenco principal de la serie de HBO Treme, interpretando a Janette Desautel. En 2013 y 2014 interpretó a Colette Jane en la serie de FX Sons of Anarchy.
En 2015 se unió al drama-político de Netflix House of Cards y en agosto del mismo año comenzó a interpretar a Madison Clark en la serie derivada de The Walking Dead, titulada Fear the Walking Dead, en AMC. En 2018, Dickens dejó la serie durante la cuarta temporada.
A fines de 2021, Dickens anunció en Talking Dead que regresaría a Fear the Walking Dead en la séptima temporada de la serie y como parte del elenco principal en la octava temporada. 

## Vida personal
Ella actualmente está en una relación con la actriz Leisha Hailey.

## Filmografía
| Cine | Cine                                             | Cine            | Cine |
| Year | Title                                            | Role            | Notes |
| ---- | ------------------------------------------------ | --------------- | --- |
| 1995 | Palookaville                                     | Laurie          | |
| 1997 | Truth or Consequences, N.M.                      | Addy Monroe     | |
| 1998 | Zero Effect                                      | Gloria Sullivan | |
| 1998 | Grandes esperanzas                               | Maggie          | |
| 1998 | Mercury Rising                                   | Stacey          | |
| 1999 | The White River Kid                              | Apple Lisa      | |
| 2000 | Committed                                        | Jenny           | |
| 2000 | El hombre sin sombra                             | Sarah Kennedy   | Nominada — Blockbuster Entertainment Award for Best Supporting Actress - Science Fiction                                                     |
| 2000 | The Gift                                         | Linda           | |
| 2001 | Things Behind the Sun                            | Sherry          | Nominada — Independent Spirit Award for Best Female Lead                                                                                     |
| 2003 | Casa de arena y niebla                           | Carol Burdon    | |
| 2004 | Goodnight, Joseph Parker                         | Muriel          | |
| 2005 | Gracias por fumar                                | Jill Naylor     | |
| 2006 | Wild Tigers I Have Known                         | Consejera       | |
| 2007 | Waiting                                          | Esposa de John  | Película corta |
| 2008 | Red                                              | Carrie          | |
| 2009 | One Way to Valhalla                              | Jenny           | |
| 2009 | The Blind Side                                   | Sra. Boswell    | |
| 2011 | Footloose                                        | Lulu Warnicker  | |
| 2012 | At Any Price                                     | Irene Whipple   | |
| 2014 | Gone Girl                                        | Rhonda Boney    | Nominada — Central Ohio Film Critics Association Award for Best Ensemble Nominada — Georgia Film Critics Association Award for Best Ensemble |
| 2016 | El hogar de Miss Peregrine para niños peculiares | Maryann Portman | |
| 2018 | Lizzie                                           | Emma Borden     | |
| 2019 | Emboscada final                                  | Gladys Hamer    | |
| 2021 | Land                                             | Emma            | |
| 2022 | The In Between                                   | Vickie          | |
| 2022 | The Good Nurse                                   | Linda Garran    | |

| Televisión           | Televisión              | Televisión          | Televisión |
| Año                  | Título                  | Rol                 | Notas |
| -------------------- | ----------------------- | ------------------- | --- |
| 1995                 | New York News           |                     | Episodio: "Cost of Living"                                                                                     |
| 1996                 | Swift Justice           | Annie Peters        | Episodio: "Out on a Limb"                                                                                      |
| 1996                 | Voice from the Grave    | Terry Deveroux      | Película de TV                                                                                                 |
| 1996                 | Two Mothers for Zachary | Nancy               | Película de TV                                                                                                 |
| 1997                 | Spin City               | Veronica            | Episodio: "Kiss Me, Stupid"                                                                                    |
| 1997                 | Heart Full of Rain      | Susan Doyle         | Película de TV                                                                                                 |
| 2001                 | Big Apple               | Sarah Day           | 8 episodios |
| 2003                 | Out of Order            | Danni               | Miniserie |
| 2004–2006            | Deadwood                | Joanie Stubbs       | 34 episodios Nominada — Screen Actors Guild Award for Outstanding Performance by an Ensemble in a Drama Series |
| 2006                 | Numb3rs                 | Crystal Hoyle       | Episodios: "Spree" and "Two Daughters"                                                                         |
| 2006–2009            | Lost                    | Cassidy Phillips    | 4 episodios |
| 2008                 | 12 Miles of Bad Road    | Jonelle Shakespeare | 6 episodios |
| 2008                 | 1%                      | Rhonda              | Piloto |
| 2008–2009            | Friday Night Lights     | Shelby Saracen      | 11 episodios                                                                                                   |
| 2009                 | FlashForward            | Kate Stark          | Episodio: "137 Sekunden"                                                                                       |
| 2010                 | Reviving Ophelia        | Le Anne             | Película de TV                                                                                                 |
| 2010–2013            | Treme                   | Janette Desautel    | 36 episodios                                                                                                   |
| 2013                 | Second Sight            | Samantha Wilde      | Piloto |
| 2013–2014            | Sons of Anarchy         | Colette Jane        | 7 episodios |
| 2013                 | White Collar            | Jill                | Episodio: "Quantico Closure"                                                                                   |
| 2014                 | Red Zone                | Helen Weller        | Piloto |
| 2015–2017            | House Of Cards          | Kate Baldwin        | 9 episodios |
| 2015–2018; 2022–2023 | Fear the Walking Dead   | Madison Clark       | Protagonista; 52 episodios Nominada — Saturn Award for Best Actress on Television (2016–2017)                  |
| 2019                 | Deadwood: The Movie     | Joanie Stubbs       | Película de TV                                                                                                 |
| 2020                 | Briarpatch              | Eve Raytek          | 9 episodios |